# Křesomysl
Křesomysl byl mytický pokračovatel Přemysla Oráče a kněžny Libuše, zakladatelů dynastie Přemyslovců, jeden ze sedmi legendárních českých knížat mezi Přemyslem Oráčem a prvním historicky doloženým knížetem Bořivojem.
Jedna z teorií týkajících se počtu těchto knížat je podepřena freskami na zdech rotundy v moravském Znojmě, ale Anežka Merhautová tvrdí, že tyto fresky zobrazují historicky doložené Přemyslovce včetně moravských údělníků.
Jméno Křesomysl zaznamenal ve své Kronice české Kosmas, převzala ho i většina historiků z 19. století, včetně Františka Palackého. Původ jména lze vyložit jako ten, kdo křeše, podněcuje mysl.
Záviš Kalandra uvádí, že jména sedmi mytických českých knížat jsou odvozena ze starých slovanských názvů dnů v týdnu. Křesomysl by jako pátý z nich odpovídal čtvrtku, v latině Iovis Dies , den boha Jova. Jupiter (také Jova) vládl hromům a bleskům a slovo křesat může odkazovat ke spojení křesat oheň (světlo). U Germánů byl čtvrtek den Donarův (Donnerstag), den Thoriiv (v angličtině Thursday). Také Thór vládl blesky.
Podle teorie Vladimíra Karbusického pochází dvanáct jmen mytických postav české historie včetně sedmi knížat z úryvku staroslověnského (či staročeského) textu - poselství Čechů k Frankům v 9. století. V tomto textu mělo být psáno: Krok’ kazi (Tetha), lubo premyšl, nezamyšl m’nata voj’n u‘ni zla, kr’z my s‘ neklan (am), gosti vit, což se vykládá jako: Zastav své kroky, Tetha (oslovení tehdejšího vůdce Franků, popřípadě západních sousedů obecně) a raději přemýšlej, nezamýšlím na tebe vojnu ani zla, kříži my se neklaníme, hosty vítáme.

## Posloupnost knížat
Dalimilova kronika píše: Český kníže Vnislav zemřel záhy. Jeho práv nabyl Křesomysl zas.
Václav Hájek z Libočan do doby Křesomysla umístil pověst o Horymírovi a Šemíkovi. Křesomysl v jeho podání zanedbával zemědělský lid a na jeho úkor podporoval havířství.